# Triumph des Willens
Triumph des Willens (Nederlands: Triomf van de Wil, Engels: Triumph of the Will) is een Duitse propagandafilm uit 1935, van Leni Riefenstahl. De film beïnvloedt tot vandaag films, documentaires en reclamespots, ondanks het feit dat de film niet enkel gezien wordt als objectieve documentaire, maar ook als nazipropaganda.
De film toont het verloop ("Dokument") van het congres ("Reichsparteitag") door de nazipartij in Neurenberg in september 1934. De film bevat fragmenten van toespraken van leiders van de NSDAP, onder wie Adolf Hitler, en beeldmateriaal van de massa partijleden en sympathisanten. Hitler was opdrachtgever en trad officieus op als producent. Zijn naam verschijnt zo in beeld tijdens de aftiteling. Het overheersende thema is de terugkeer van Duitsland als grootmacht, met Hitler als de Ware Duitse Leider die de natie eer en glorie brengt.
Triumph des Willens werd snel beschouwd als hét voorbeeld van propaganda in de filmgeschiedenis. Riefenstahls technieken, zoals het gebruik van bewegende camera's, telelenzen om gemanipuleerde perspectieven te creëren, luchtfotografie en een revolutionaire aanpak van muziek en cinematografie, hebben voor Triumph des Willens leidden tot meerdere filmprijzen, in Duitsland, de Verenigde Staten, Frankrijk, Zweden en andere landen. De film was populair in het Derde Rijk en daarbuiten.

## Synopsis
Triumph des Willens wordt beschreven als een film "door nazi's, voor nazi's en over nazi's" en vangt aan met een proloog, die de enige commentaar in de film vormt. Op een stenen muur verschijnt de tekst:
«Op 5 september 1934 , 20 jaar na het uitbreken van de Eerste Wereldoorlog, 16 jaar na het begin van ons lijden , 19 maanden na het begin van de Duitse renaissance, vloog Adolf Hitler opnieuw naar Nuremberg om colonnen met trouwe volgelingen te schouwen.»

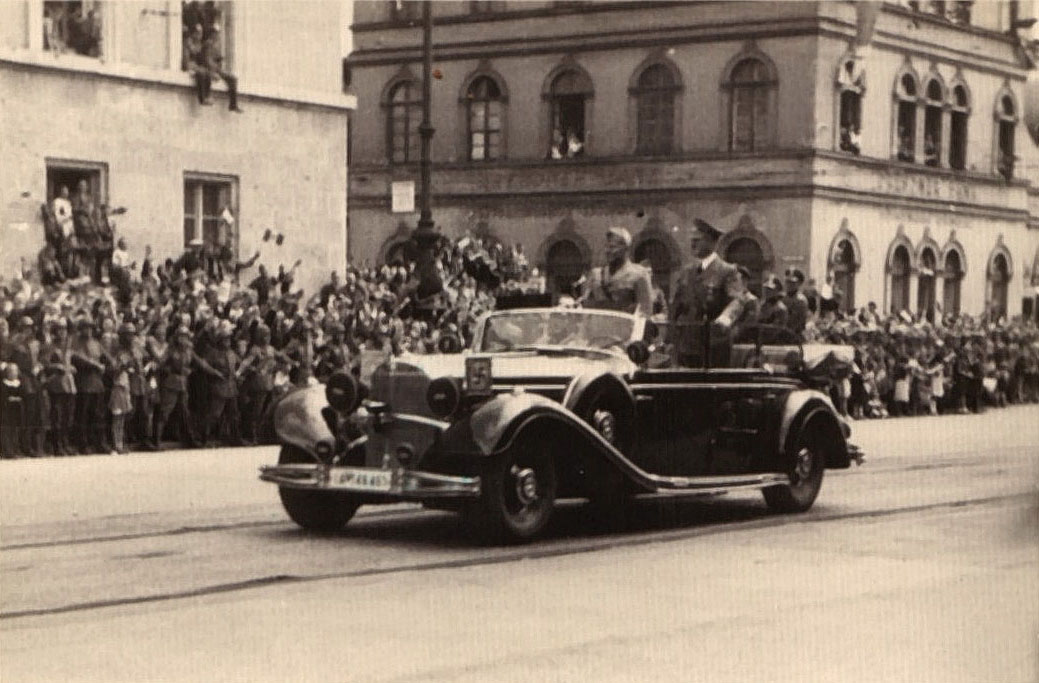
Hitler rijdt door Wenen, aangemoedigd door de bevolking (1939).

Dag 1: De film begint met beelden van de wolken boven de stad. Vervolgens verplaatst de camera zich zwevend langs de wolken en belandt boven de verzamelde menigte, en benadrukt de schoonheid en het majestueuze van het tafereel. De schaduw van Hitlers vliegtuig wordt zichtbaar als het over de kleine figuurtjes beneden zweeft. Het hele gebeuren wordt begeleid met muziek uit Richard Wagners Die Meistersinger von Nürnberg, die langzaam overgaat in het Horst Wessellied. Bij aankomst op de luchthaven van Neurenberg verlaten Hitler en Goebbels het vliegtuig onder applaus van de menigte. Hitler wordt in zijn Mercedes de stad binnengereden, vergezeld van enthousiaste mensen, op weg naar zijn hotel voor een nachtelijke manifestatie.
Dag 2: De tweede dag begint met een beeldmontage van de aanwezigen die zich klaarmaken voor de opening van het congres en beelden van de top van de nazipartij bij hun aankomst in de Luitpold Arena. In de openingsceremonie kondigt Rudolf Hess de start van het congres aan. Daarna introduceert de camera de nazihiërarchie en de openingstoespraken van Alfred Rosenberg, Otto Dietrich, Fritz Todt, Fritz Reinhardt, Richard Walther Darré, Julius Streicher, Robert Ley, Hans Frank, Joseph Goebbels en Konstantin Hierl. Er volgt een manifestatie in de buitenlucht van de Reichsarbeitsdienst, de arbeidsdienst van de nazipartij met pseudomilitaire oefeningen, uitgevoerd door mannen met spades. Hier geeft Hitler zijn eerste toespraak over de verdiensten van de arbeidsdienst en de heropbouw van Duitsland. De dag eindigt met een toespraak van Viktor Lutze en een parade van de Sturmabteilung bij fakkellicht.
Dag 3: De derde dag start met een manifestatie van de Hitlerjugend op het paradeterrein. Na de hoogwaardigheidsbekleders kondigt Baldur von Schirach Hitler aan. Hitler richt zich tot de jeugd en beschrijft in militaristische termen hoe zij zich moeten wapenen en zich moeten voorbereiden op het offer. Iedereen verzamelt daarna voor een schouwing, waaronder de cavalerie van de Wehrmacht en gepantserde voertuigen. Tijdens de nacht houdt Hitler een toespraak bij fakkellicht voor de lagere partijmedewerkers. Het is de eerste verjaardag van het nazibeleid en Hitler verklaart dat de partij en de staat één entiteit vormen.
Dag 4: De vierde dag is de climax van de film, met de meest memorabele beelden. Onder begeleiding van Wagners Götterdämmerung wandelen Hitler, Heinrich Himmler en Viktor Lutze over een paradeterrein meer dan 150.000 manschappen van de SA en SS. Hitler schouwt de paraderende SA- en SS-troepen en geeft met Victor Lutze een toespraak over de Nacht van de Lange Messen, de politieke zuivering door de SA, enkele maanden nadat Hitler de macht greep. Lutze herbevestigt de trouw van de SA aan het regime en Hitler zuivert de SA van alle misdaden die gepleegd werden door Ernst Röhm. Nieuwe partijvlaggen worden gewijd door ze over de "Blutfahne", een vlag die gedragen werd door gesneuvelde nazisoldaten tijdens de Bierkellerputsch, te wrijven. Vervolgens houdt Hitler, na een laatste parade voor de Frauenkirche (Neurenberg) van Neurenberg, zijn afsluitende toespraak. Hij herbevestigt het primaat van de nazipartij, verklaart dat trouwe Duitsers Nationaalsocialisten zullen worden en enkel de beste nationaalsocialisten tot de partij kunnen behoren. Hess leidt de verzamelt menigte voor een laatste Sieg Heil-saluut aan de Führer, wat het einde vormt van het congres. Het beeld wordt geleidelijk zwart, terwijl op de achtergrond de zang van de menigte hoorbaar is, die het Horst Wessellied zingt.

## Participanten / sprekers
- Adolf Hitler
- Joseph Goebbels
- Alfred Rosenberg
- Otto Dietrich
- Fritz Todt
- Fritz Reinhardt
- Richard Walther Darré
- Julius Streicher
- Robert Ley
- Hans Frank
- Konstantin Hierl
- Viktor Lutze
- Baldur von Schirach
- Heinrich Himmler

## Achtergrond
«Kort nadat hij aan de macht gekomen was, nodigde Hitler me uit om hem te ontmoeten en hij vertelde me dat hij een film wilde over een Partijcongres, waarvan hij wilde dat ik hem zou maken. Mijn eerste reactie was dat ik niets wist over de manier waarop zulke zaken precies in zijn werk gingen, noch over de structuur van de partij, waardoor ik ongetwijfeld de verkeerde dingen in beeld zou brengen en niemand zou plezieren — zelfs al zou ik weten hoe een documentairefilm te maken, iets wat ik nog nooit eerder gedaan had. Hitler zei dat dat net de reden was waarom hij wilde dat ik het zou doen: aangezien om het even welke persoon die bekend was met het relatieve belang van verschillende mensen en groepen en dergelijke meer, een film zou maken die nauwgezet en accuraat was, maar dat was niet wat hij verwachtte. Hij wilde een film zien van het congres gezien door de ogen van een niet-expert, die uitsluitend selecteerde op basis van wat op artistiek vlak het meest voldoeninggevend was — in termen van spektakel, denk ik dat je kan stellen. Hij wilde een film die het publiek dat niet noodzakelijk in politiek geïnteresseerd is, zou beroeren, aanspreken en onder de indruk zou brengen.»
Citaat van Leni Riefenstahl
Riefenstahl, een populaire Duitse actrice, regisseerde haar eerste film, Das blaue Licht (Het blauwe licht) in 1932. In die periode hoorde ze Hitler voor het eerst spreken op een manifestatie. Ze was daarvan, naar eigen zeggen, onder de indruk. Later zou ze jaren met hem corresponderen. Hitler was op zijn beurt even onder de indruk van Das blaue Licht en vroeg Riefenstahl in 1933 om een film te regisseren over de jaarlijkse Reichsparteitag in Neurenberg. De nazi's hadden de macht overgenomen en waren nog onbekend bij veel Duitsers en in de rest van de wereld. Riefenstal reageerde aanvankelijk terughoudend, niet uit morele overwegingen, maar omdat ze graag verder wilde werken aan haar cinemafilms. Hitler drong aan en Riefenstahl stemde toe. De film zou de titel Der Sieg des Glaubens krijgen. De film kreeg te kampen met technische problemen door een gebrekkige voorbereiding (Riefenstahl verklaarde later slechts enkele dagen tijd gekregen te hebben) en Hitlers ongemak voor de camera. Verder kreeg Riefenstahl te maken met strubbelingen van partij-officiëren, in het bijzonder Joseph Goebbels, die probeerde om de film uit te brengen door het ministerie voor Propaganda. Hoewel Der Sieg des Glaubens goede verkoopcijfers haalde, werd het later een schandvlek voor de nazi's, nadat Ernst Röhm, de leider van de Sturmabteilung die een prominente rol speelde in de film, in 1934 geëxecuteerd werd tijdens de Nacht van de Lange Messen.
In 1934 wilde Riefenstahl geenszins het fiasco van Der Sieg des Glaubens herhalen en ze koos er aanvankelijk voor om haar collega Walter Ruttman als vervanger aan te bevelen. De film van Ruttman, die zou gehandeld hebben over de opmars van de nazipartij, sprak Hitler niet aan. Hij vroeg Riefenstahl opnieuw en ze stemde er uiteindelijk mee in. Er is nog steeds discussie over haar bereidwilligheid, nadat Hitler haar verzekerde van zijn persoonlijke steun en zijn belofte dat andere naziorganisaties (en het ministerie voor Propaganda) haar werk niet zouden storen. De film Triumph des Willens lijkt qua opbouw, muziek, chronologie, beeldkeuze, inclusief de nieuwsgierige kat die in beide films voorkomt, sterk op Der Sieg des Glaubens. Het lijkt erop dat Riefenstahl dingen die zij bij Der Sieg des Glaubens niet goed gelukt vond, bij Triumph des Willens verbeterde.

## De productie

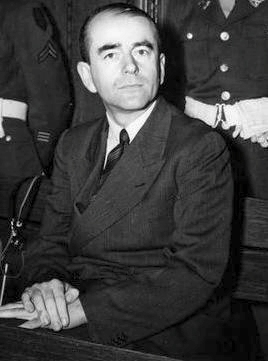
Albert Speer tijdens de processen van Neurenberg.

In tegenstelling tot De Sieg des Glaubens (Overwinning van het geloof), kon Riefenstal de film Triumph des Willens afwerken met een groter budget, uitgebreide voorbereidingen en hulp van hooggeplaatste nazi's, zoals Goebbels. Susan Sontag merkte op dat 'de manifestatie niet enkel gepland was als een spectaculaire massabijeenkomst, maar ook als een spectaculaire propagandafilm.' Albert Speer, Hitlers architect, ontwierp het filmdecor in Neurenberg en coördineerde de grootste delen van het evenement. Riefenstahl maakte gebruik van een filmcrew die uitgebreid was voor die tijd. De crew bestond uit 172 personen, inclusief 10 technische medewerkers, 36 cameramannen en assistenten (die werken in 16 teams met 30 camera's), 9 luchtfotografen, 17 filmjournalisten met 12 filmjournaalmedewerkers, 17 mannen die instonden voor de verlichting, 2 fotografen, 26 chauffeurs, 37 veiligheidsmensen, 4 medewerkers van de arbeidsdienst en twee administratieve medewerkers. Veel van haar cameramannen gingen gekleed in uniformen van de SA, zodat ze zich onopvallend konden mengen in de menigte.
Bij de productie van Triumph des Willens werd gebruikgemaakt van innovatieve technieken, zoals bewegende camera's, waaronder eentje op een lift die aan de vlaggenpalen achter het podium en eentje op de Mercedes van Hitler. Die laatste scène vereiste meerdere takes, opdat de cameraman niet in beeld zou komen. In de film werd gebruikgemaakt van telelenzen om een gemanipuleerd perspectief te creëren. Om vanuit andere hoeken te kunnen filmen, liet Riefenstahl kuilen graven onder het podium, liet ze sporen leggen voor bewegende beelden en luchtbeelden maken uit vliegtuigen en een zeppelin. Er werden regelmatige close-ups gefilmd van de massa's mensen, terwijl ze keken en luisterden naar Hitler, en beelden van Hitler zelf vanuit een perspectief lager dan ooghoogte, om hem een meer heroïsch karakter mee te geven.

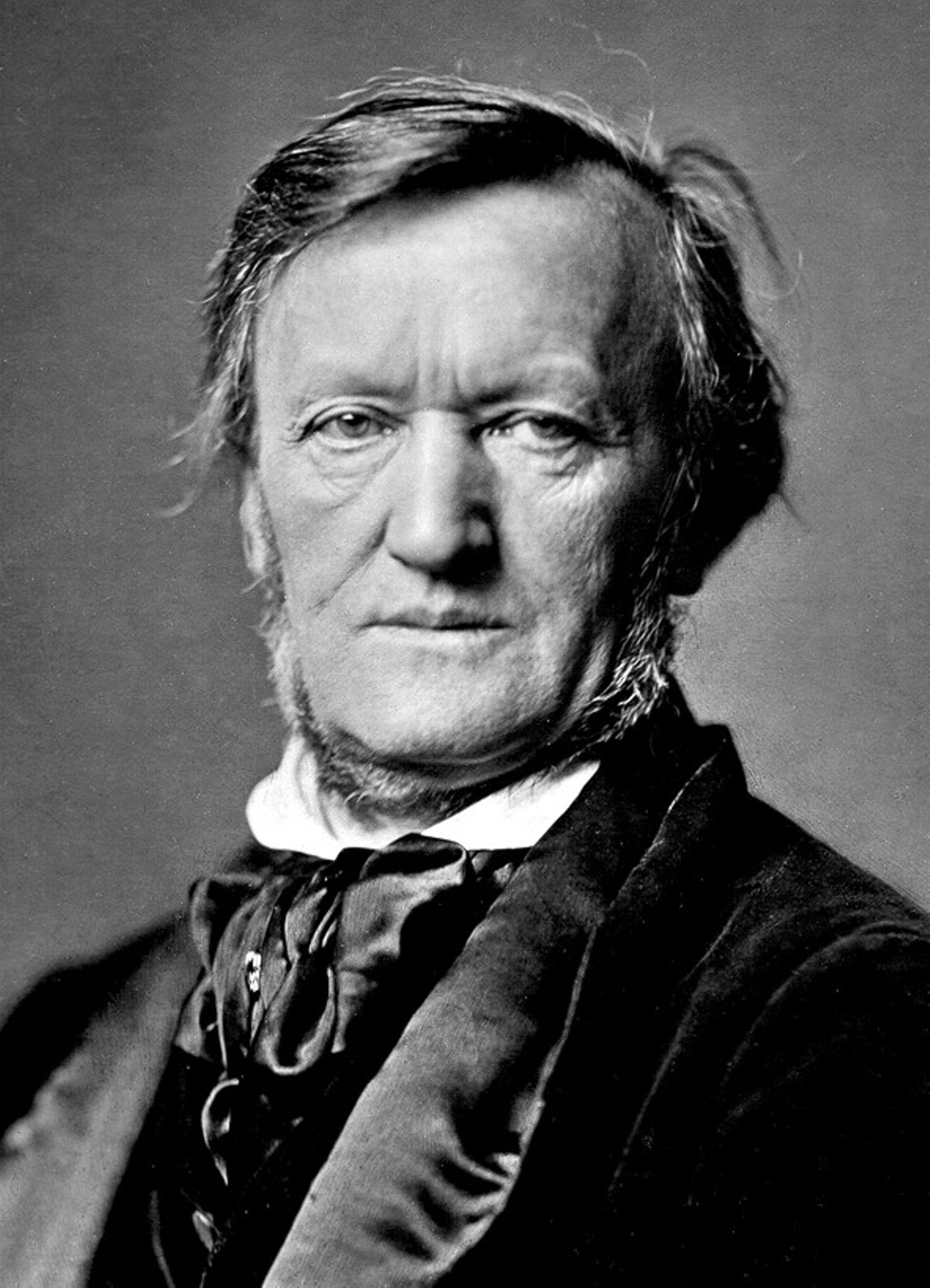
Richard Wagner

Uitgezonderd de proloog, gebruikt Riefenstahl geen van verbale redactie en brengt ze haar boodschap met wisselende fragmenten, montages en muziek. Ze gebruikt het echte, oorspronkelijke geluid door de film. De filmmuziek was rechtstreeks overgenomen uit Wagner's opera's en gaf de beelden een passionele en exuberante sfeer, die opbouwt naar een climax voor Hitler aan het woord komt.
The New York Times beweert dat het twee jaar duurde om de film te monteren op basis van de 250 mijl ruwe beelden. Dit kan onmogelijk juist zijn gezien er tussen de demonstratie in Neurenberg in september '34 en de première van de film in maart '35 slechts 200 dagen vallen. Het is aannemelijk dat The New York Times verwijst naar de post-productie van Olympia, de documentaire die Riefenstahl maakte naar aanleiding van de Olympische Spelen van 1936 in Berlijn. In de documentaire Die Macht der Bilder: Leni Riefenstahl (1993) heeft het over 400.000 meter aan film en twee jaar post-productiewerk. Bij Triumph des Willens had Riefenstahl de moeilijke taak om uit ongeveer 61 uren aan beeldmateriaal een film te condenseren van twee uur. Ze deed een poging om de film zo snel mogelijk af te werken, ze sliep in de montagekamer tussen honderden meters film.

## Onderwerpen
[Triumph des Willens] is de hoogste visualisering van de politieke religie van het nationaalsocialisme in cinematografische vorm. De kunstzinnigheid ervan, versterkt door de grandeur en de kracht van het decor in Neurenberg, is ontworpen om ons mee te slepen in een empathische identificatie met Hitler als een soort van menselijke godheid. Het overweldigende spektakel van regimentering, eenheid en trouw aan de Führer brengt op krachtige wijze de boodschap over dat de nazibeweging het levende symbool was van de herboren Duitse natie. - Citaat van Professor Robert Wistrich.

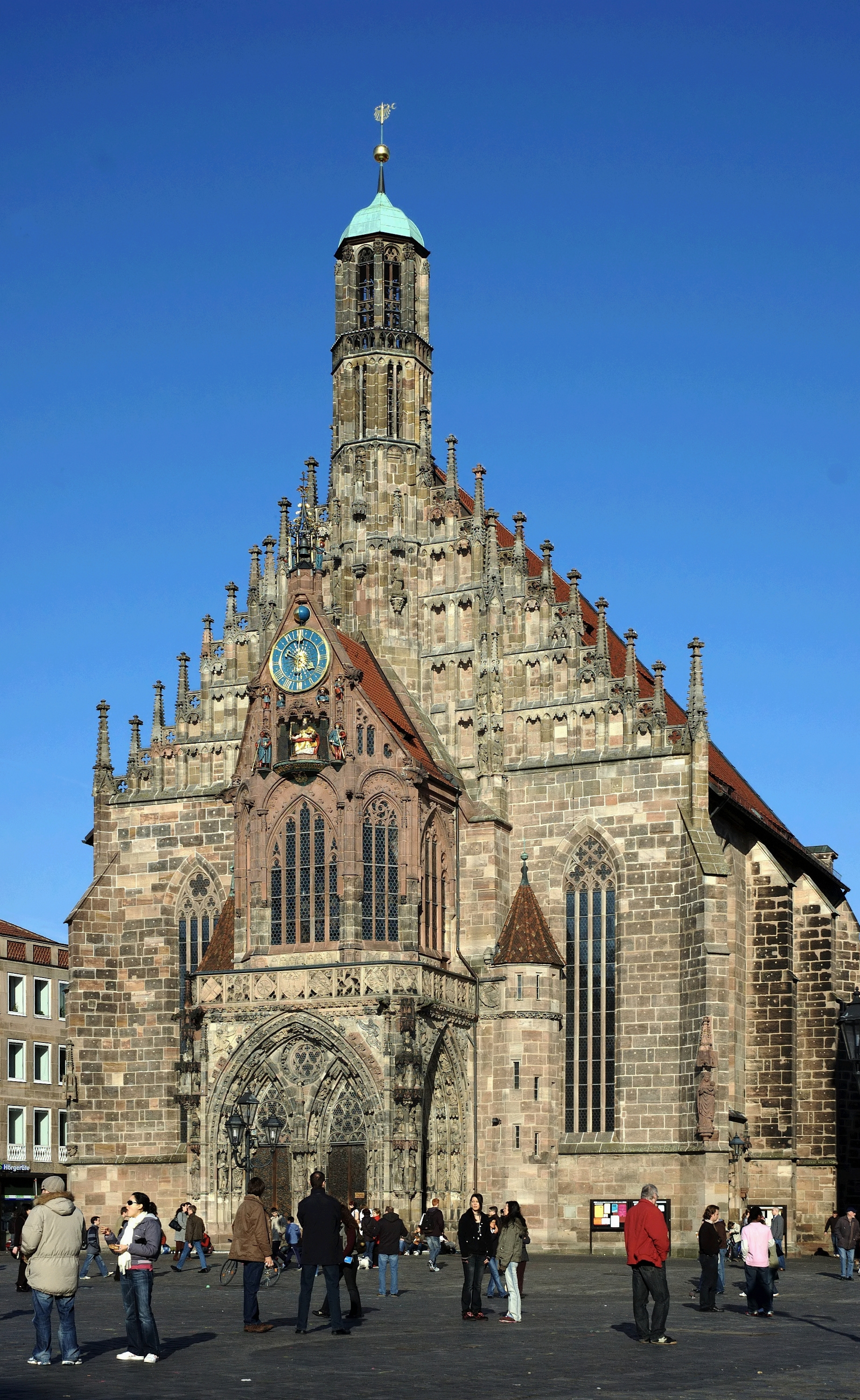
Westelijke gevel van de Frauenkirche van Neurenberg

Religie: De openingsceremonie van deze ochtend was meer dan een mooie show, het tafereel had ook iets weg van de mystiek en de religieuze intensiteit van Paas- of Kerstliturgie in een Gotische kathedraal. - Verslaggever William Shirer
Religie is een belangrijk thema in Triumph des Willens. De film vangt aan vanuit een Goddelijk standpunt, neerkijkend vanuit de hemel op de dubbele torens van een kathedraal. Daarnaast bevat de film ook veel passages waarbij kerkklokken luiden, beelden van individuen in bijna religieuze extase, alsook beelden van de Bisschop van het Rijk, Ludwig Müller die, gekleed in kerkelijk gewaad, tussen de hooggeplaatste partijofficieren staat. Het is waarschijnlijk ook geen toeval dat de afsluitende parade gehouden werd voor de Frauenkirche van Neurenberg. In zijn laatste toespraak in de film, vergelijkt Hitler de nazipartij ook in directe termen met een Heilige Orde en ook de wijding van de nieuwe partijvlaggen door ze in aanraking te brengen met de Blutfahne heeft een duidelijke religieuze bijklank. Ook Hitler zelf wordt op een Messiaanse manier in beeld gebracht, vanaf de openingsscène waar hij afdaalt uit de wolken, alsook bij de scène waar hij door Neurenberg rijdt en zelfs een kat zijn bezigheden staakt om naar hem te kijken, tot de vele scènes waar hij — staand op zijn podium — zijn gezag toont over honderdduizenden volgelingen waarmee het publiek in eenheid instemt. Frank Tomasulo haalt aan dat in Triumph des Willens "Hitler wordt geportretteerd als een waarachtige Duitse Messias die de natie zal redden, als het volk maar bereid is zijn lot in zijn handen te leggen".

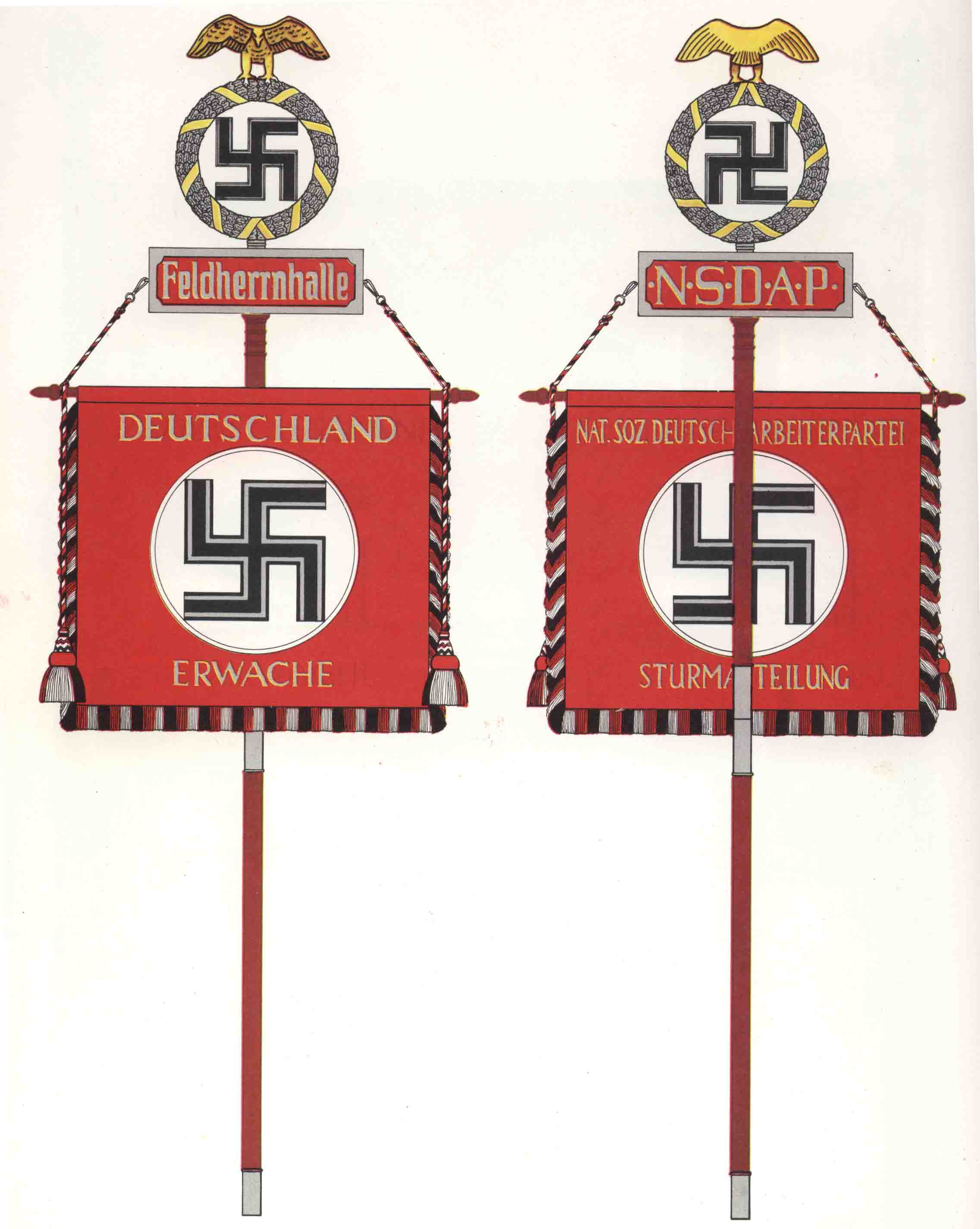
Regimentsvlaggen van de SA, met afbeeldingen van de arend en de swastika.

Macht: Het is onze wil dat dit rijk duizend jaar zal standhouden. - Adolf Hitler
In Duitsland had men destijds geen beelden van militaire macht en sterkte meer gezien sinds het einde van de Eerste Wereldoorlog. In de film zou een gigantische formatie mannen het publiek eraan herinneren dat Duitsland eens te meer een grootmacht aan het worden was. Hoewel de mannen spades bij zich droegen, werden ze behandeld alsof het geweren waren. De Arenden en swastika's die veelvuldig in beeld gebracht worden, kunnen gezien worden als een verwijzing naar de Romeinse legioenen uit de oudheid. De grote massa aan goedgetrainde partijleden kunnen, in een meer onheilspellend licht, gezien worden als een waarschuwing, gericht aan alle dissidenten die er aan zouden denken het regime in vraag te stellen. Ook Hitlers aankomst in een vliegtuig zou vanuit deze context bekeken moeten worden. Volgens Kennth Poferl was "reizen in een vliegtuig in de jaren 30 een luxe die slechts bij een select aantal mensen bekend was, maar Hitler had zich al duidelijk laten associëren met dit gebruik, wat hem tot de eerste politicus maakte die campagne voerde via luchtreizen. Zijn overwinning had dit beeld enkel maar versterkt en bevestigde zijn positie als topfiguur binnen de beweging, door hem te tonen als enige persoon die arriveerde met een vliegtuig en als enige persoon die een individuele verwelkoming kreeg van de menigte." Hitlers toespraak voor de SA bevatte daarnaast ook een impliciete bedreiging: Als hij erin geslaagd was om Ernst Röhm - de aanvoerder van de duizenden manschappen die in beeld gebracht worden - te laten executeren, dan was het niet meer dan logisch om aan te nemen dat hij hetzelfde kon doen met om het even wie, indien hij dat wenste.
Eenheid: De Partij is Hitler - en Hitler is Duitsland, net zoals Duitsland Hitler is! - Rudolf Hess
Triumph des Willens bevat vele scènes die abstractie maken van het onderscheid tussen de nazipartij, de Duitse staat en het Duitse volk. Er zijn beelden te zien waarop Duitsers in boerenkledij en andere traditionele klederdracht een groet brengen aan de Führer. De fakkeltochten die nu vaak in verband worden gebracht met het naziregime, zou het publiek van de film doen terugdenken aan middeleeuwse carnavalfeesten. Ook wordt de oude vlag van het Duitse Keizerrijk meermaals in beeld gebracht, wapperend naast de swastika, en worden er beelden getoond van een ceremonie waar Hitler zijn eer betuigt aan de soldaten die gestorven zijn tijdens de Eerste Wereldoorlog, alsook aan president Paul von Hindenburg die een maand voor het congres gestorven was. Er is ook een scène te zien waarin mannen van de Reichsarbeitdienst individueel uitroepen uit welke stad of regio van Duitsland ze afkomstig zijn, om de kijker eraan te herinneren dat de nazipartij vanuit haar thuisbasis in Beieren was uitgegroeid tot een Pangermaanse beweging.

## Ontvangst
Triumph des Willens ging op 28 maart 1935 in première in het Ufa Palast in Berlijn en was meteen een succes. In minder dan twee maanden had de film 815.000 Duits rijksmarken opgebracht en de film werd door de UFA beschouwd als een van de drie meest winstgevende films van het jaar. Hitler loofde de film als een "onvergelijkbare verering van de macht en schoonheid van onze beweging". Riefenstahl zelf werd voor haar werk aan de film beloond met de Deutscher Filmpreis, een gouden medaille tijdens de Biënnale van Venetië in 1935 en de Grand Prix tijdens de Wereldtentoonstelling van 1937 in Parijs. Er zijn desondanks maar weinig aanwijzingen die kunnen aantonen dat de film een massale instroom van 'bekeerlingen' in de richting van het fascisme heeft teweeggebracht en ook buiten Duitsland werden er door de nazi's blijkbaar weinig serieuze inspanningen geleverd om de film te promoten. Filmhistoricus Richard Taylor heeft daarom gesteld dat de film in het algemeen niet gebruikt werd voor propagandadoeleinden binnen het Derde Rijk, hoewel bijvoorbeeld Roy Frumkes het tegenovergestelde beweert en argumenteert dat de film elk jaar getoond werd in alle Duitse cinemazalen tot in 1945.
In andere landen werd de film met minder enthousiasme onthaald. De Britse documentairemaker Paul Rotha noemde de film saai (tedious), terwijl andere commentatoren de film verwierpen omwille van de pro-nazi sfeer die de film uitstraalde. Tijdens de Tweede Wereldoorlog werd door de Amerikaanse regisseur Frank Capra een direct antwoord op de film gemaakt, met de titel Why We Fight, een reeks van filmjournaals in opdracht van de Amerikaanse regering. In deze serie werden beelden uit Triumph des Willens opgenomen, die in een nieuwe context werden geplaatst, zodat ze gebruikt konden worden om strijd van de geallieerden te steunen. Capra merkte later op dat Triumph des Willens, "geen geweer afschoot, geen bommen wierp. Maar gebruikt werd als psychologisch wapen om de wil tot verzet te vernietigen, waardoor het net zo dodelijk was". Fragmenten uit de film werden ook gebruikt in korte filmpjes van de geallieerden, getiteld General Adolf takes over, met muziek van het Britse nummer "The lambeth walk". Men probeerde de Duitse legioenen, alsook Hitler zelf, bij het geven van de Hitlergroet, voor te stellen als opwindpoppen die dansten op de muziek. Ook tijdens WO II schreef de dichter Dylan Thomas een script voor een propagandastuk, met als titel These are the men, waarbij beelden van de film werden getoond, met als doel het nazileiderschap te ondermijnen.
Een van de beste manieren om te oordelen over de ontvangst van Triumph des Willens, was de onmiddellijke en blijvende internationale roem die de film opleverde voor regisseur Riefenstahl. The Economist schreef dat de film "haar lot verzegelde als de grootste vrouwelijke filmmaker van de 20e eeuw. Voor een regisseur die acht films maakte, waarvan slechts twee films internationale bekendheid genoten, genoot Riefenstahl voor de rest van haar leven een uitzonderlijk grote naamsbekendheid, die voor een groot deel te danken was aan het succes van Triumph des Willens. Tegelijk werd haar carrière ook blijvende schade toegediend door haar associatie met deze film. Na de oorlog werd Riefenstahl door de geallieerden voor vier jaar in gevangenschap gehouden omwille van haar steun en vermeende sympathie voor het naziregime. Na haar vrijlating werd ze op de zwarte lijst geplaatst door de filmindustrie. Toen ze in 2003, 68 jaar na de première van de film, overleed, kreeg dit nieuws veel aandacht in vele vooraanstaande media verspreid over de wereld, waaronder The Wall Street Journal, The New York Times en The Guardian. In de meeste verslagen werd het belang van Triumph des Willens bevestigd.

### Objecties van de Wehrmacht
De eerste controverse over de film vond zelfs reeds plaats voor de film werd uitgebracht, toen verscheidene generaals van de Wehrmacht protesteerden over de erg beperkte aanwezigheid van het leger in de film. Slechts één scène, van het schouwen van de Duitse cavalerie, bevatte uitgebreide beelden van het Duitse leger. Ander formaties die wel in beeld gebracht werden, waren organisaties behorende tot de partij, die geen deel uitmaakten van het militaire apparaat. Hitler stelde zelf een "artistiek" compromis voor, dat er in bestond dat de film zou beginnen met een beeld van de camera die langzaam een rij van de "verwaarloosde" generaals in beeld zou brengen (en meteen ook het ego van de generaals zou strelen). Volgens haar eigen getuigenis, weigerde Riefenstal dit voorstel en drong erop aan om de volledige artistieke controle over het project te behouden. Ze stemde er wel mee in om in 1935 opnieuw een verslag van de partijbijeenkomst te filmen. Dit verslag was exclusief gewijd aan de Wehrmacht en kreeg de titel Tag der Freiheit.

## Invloed en nagedachtenis
Volgens historicus Philip Gavin "leeft de erfenis van Triumph des Willens vandaag nog steeds verder in talrijke televisiedocumentaires over het nazitijdperk waarin fragmenten uit de film worden herhaald. De meest standvastige en gevaarlijke illusie is de gedachte dat nazi-Duitsland, hoewel het een kwaadaardige natuur had, een extreem georganiseerde staat was, die om die reden indrukwekkend bevonden wordt. Gavin is ervan overtuigd dat de realiteit van de wanordelijke en bureaucratische puinhoop, die het nazisme was, worden verduisterd door de krachtige beelden van een eendrachtige fascistische beweging, zoals die getoond worden in Triumph des Willens. Nicolas Reeves stemt hiermee in en voegt eraan toe dat "veel van de meest tijdloze beelden van het Derde Rijk en Adolf Hitler, ontleend zijn aan de film van Riefenstahl".
Triumph des Willens werd ook door vele hedendaagse artiesten bestudeerd, waaronder regisseurs als Peter Jackson, George Lucas en Ridley Scott. De eerste bekende film die zich beroept op beelden uit de film was The Great Dictator van Charlie Chaplin, een parodie op het nazisme. Scènes uit de film zijn later ook geïmiteerd in films zoals Star Wars: Episode IV - A New Hope (alsook in de andere Star wars-films), Citizen Kane, A Clockwork Orange, The Last Emperor, Gladiator, Hero, The Lord of the Rings, The lion king, Richard III, Red Dawn, Spartacus, de filmversie van The Wall van Pink Floyd en Starship Troopers. De film The Empty Mirror toont zelfs originele fragmenten van Triumph des Willens, terwijl Hitler, gespeeld door Norman Rodway, een analyse geeft van de beelden.